# Фёрстер, Карл Альберт Элеон
Карл Альберт Элеон Фёрстер (нем. Karl Albert Eleon Förster; 20 февраля 1794, Наумбург, курфюршество Саксония — 20 марта 1833, Рига) — немецкий писатель и поэт; педагог.

## Биография
Родился 20 февраля 1794 года в Наумбурге.
Первоначальное образование получил дома под руководством отца, с 1810 по 1814 г. посещал княжескую школу близ Наумбурга, затем изучал богословие и философию в Лейпциге, с 1816 года — в Галле, где в следующем году получил степень доктора философии. С 1819 года преподавал окружной школе в Риге; в 1826 произведён в титулярные советники, с 1829 — инспектор школы.
Состоял членом курляндского «Общества литературы и искусств», а также общества «Literärisch-practische Bürgerverbintlung zu Riga».
Умер 20 марта 1833 года в Риге.

### Семья
Жена (с 1820) — Августа Доротея (урожд. Шильхорн; нем. Auguste Dorothea Schilhorn).

## Творчество
Публиковал стихотворения в рижских и германских альманахах.
На слова К. А. Фёрстера Карлом Вебером написан «Триолет» (op. 71, № 1).
Отдельными изданиями вышли:
- Lieder und Gedichte. — Riga, 1820.
- Klara und Kurt von Eulenstein: romant. Dichtung. — Riga, 1822.
- Römische Lebensweise und Erziehung zu des Horaz Zeit. — Riga, 1826.
- Der Tonkunst, besonders der Hymnodie Einfluss auf der Menschen Geselligkeit und Leben. — Riga, 1826.

## Комментарии
1. ↑  В издании Шлезингера[5] автором слов «Триолета» указан Ф. Х. Фёрстер[нем.].